# Jollibee
Jollibee – filipińska sieć barów szybkiej obsługi (fast food) założona w 1975 roku. Należy do przedsiębiorstwa Jollibee Foods Corporation.
Sieć została zapoczątkowana w 1975 r. jako lodziarnia w Manili. W 2018 r. funkcjonowało 1200 punktów sprzedaży Jollibee.